# (9232) Miretti
(9232) Miretti  es un asteroide perteneciente al cinturón de asteroides, descubierto el 31 de enero de 1997 por Vittorio Goretti desde el Observatorio de Pianoro, en Italia.

## Designación y nombre
Miretti se designó inicialmente como 1997 BG8.
Más adelante fue nombrado en honor al barítono italiano  Manlio Miretti (1928-1996).

## Características orbitales
Miretti orbita a una distancia media del Sol de 2,1583 ua, pudiendo acercarse hasta 1,9587 ua y alejarse hasta 2,3579 ua. Tiene una excentricidad de 0,0924 y una inclinación orbital de 3,3231° grados. Emplea en completar una órbita alrededor del Sol 1158 días.

## Características físicas
Su magnitud absoluta es 14,7. Tiene 3,317 km de diámetro. Su albedo se estima en 0,223.